# Cytospora vaccinii
Cytospora vaccinii är en svampart som beskrevs av Died. 1912. Cytospora vaccinii ingår i släktet Cytospora och familjen Valsaceae.   Inga underarter finns listade i Catalogue of Life.